# Mistrzostwa Azji w Judo 2021
Mistrzostwa Azji i Oceanii rozegrano w Biszkeku w Kirgistanie w dniach 6–9 kwietnia 2021 roku, na terenie "Sport Venue Gazprom".

## Tabela medalowa
Gospodarz zawodów został zaznaczony kolorem.
| Poz.  | Państwo                      |    |    |    | Łącznie |
| ----- | ---------------------------- | -- | -- | -- | ------- |
| 1.    | Korea Południowa             | 5  | 5  | 8  | 13      |
| 2.    | Chiny                        | 3  | 2  | 6  | 11      |
| .     | Uzbekistan                   | 3  | 2  | 6  | 11      |
| 4.    | Japonia                      | 3  | 1  | 0  | 4       |
| 5.    | Kirgistan                    | 1  | 0  | 1  | 2       |
| 6.    | Kazachstan                   | 0  | 1  | 2  | 3       |
| 7.    | Chińskie Tajpej              | 0  | 1  | 2  | 3       |
| .     | Tadżykistan                  | 0  | 2  | 1  | 3       |
| 9.    | Australia                    | 0  | 1  | 1  | 2       |
| 10.   | Mongolia                     | 0  | 0  | 1  | 1       |
| .     | Zjednoczone Emiraty Arabskie | 0  | 0  | 1  | 1       |
| Razem | Razem                        | 15 | 15 | 30 | 60      |

## Mężczyźni
| Waga    | Złoto:             | Srebro:                | Brąz:                   | Brąz:                 |
| 60 kg   | Naohisa Takatō     | Yang Yung-wei          | Kubanychbek Aibek Uulu  | Lee Ha-rim            |
| 66 kg   | Sardor Nurillayev  | An Ba-ul               | Kim Lim-hwan            | Jełdos Żumakanow      |
| 73 kg   | An Chang-rim       | Somon Makhmadbekov     | Qing Daga               | Victor Scvorțov       |
| 81 kg   | Vladimir Zoloev    | Lee Moon-jin           | Sharofiddin Boltaboyev  | Sa’id Mollaji         |
| 90 kg   | Davlat Bobonov     | Shoichiro Mukai        | Komronshokh Ustopiriyon | Gwak Dong-han         |
| 100 kg  | Aaron Wolf         | Muxammadkarim Xurramov | Eri Hemubatu            | Muzaffarbek Turoboyev |
| +100 kg | Hisayoshi Harasawa | Kim Min-jong           | Kim Sung-min            | Temur Rachimow        |

## Kobiety
| Waga            | Złoto:              | Srebro:            | Brąz:                 | Brąz:                |
| 48 kg           | Li Yanan            | Abiba Abużakynowa  | Lin Chen-hao          | Gulnur Muratbaeva    |
| 52 kg           | Park Da-sol         | Diyora Keldiyorova | Hsu Lin-hsuan         | Sita Kadamboeva      |
| 57 kg           | Lu Tongjuan         | Kim Ji-su          | Nilufar Ermaganbetova | Siewara Niszanbajewa |
| 63 kg           | Han Hee-ju          | Katharina Haecker  | Cho Mok-hee           | Yang Junxia          |
| 70 kg           | Gulnoza Matniyazova | Kim Seong-yeon     | Sun Xiaoqian          | Aoife Coughlan       |
| 78 kg           | Yoon Hyun-ji        | Ma Zhenzhao        | Lee Jeong-yun         | Chen Fei             |
| +78 kg          | Xu Shiyan           | Wang Yan           | Han Mi-jin            | Kim Ha-yun           |
| Drużynowo mikst | Korea Południowa    | Kazachstan         | Chiny                 | Uzbekistan           |